# Загражден (Плевенская область)
Загражден (болг. Загражден) — село в Болгарии. Находится в Плевенской области, входит в общину Гулянци. Население составляет 394 человека.

## Политическая ситуация
В местном кметстве Загражден, в состав которого входит Загражден, должность кмета (старосты) исполняет Александр  Спиров Чекарлиев (коалиция партий: Болгарский земледельческий народный союз (БЗНС), Демократы за сильную Болгарию (ДСБ), Земледельческий народный союз (ЗНС), Союз демократических сил (СДС)) по результатам выборов.
Кмет (мэр) общины Гулянци — Лучезар Петков Яков (Болгарская социалистическая партия (БСП)) по результатам выборов.